# Charles-Frédéric II de Wurtemberg-Oels
Charles Frédéric II de Wurtemberg-Oels (7 février 1690 à Mersebourg - 14 décembre 1761 à Œls) est un duc de Wurtemberg-Oels et régent du duché de Wurtemberg.

## La vie
Charles Frédéric est l'un des fils du duc Christian-Ulrich Ier de Wurtemberg-Œls (1652-1704) de son second mariage avec Marie Sibylle (1667-1693), fille du duc Christian Ier de Saxe-Mersebourg. Lorsque son père meurt en 1704, Charles Frédéric est encore mineur, de sorte qu'il se trouve sous tutelle jusqu'à ce qu'il soit déclaré majeur en 1707.
Charles Frédéric se marie le 21 avril 1709 à Stuttgart avec Sibylle Charlotte (1690-1735), la fille du duc Frédéric-Ferdinand de Wurtemberg-Weiltingen, un petit-fils de Jules-Frédéric de Wurtemberg-Weiltingen.
À partir de 1738, il est tuteur du duc Charles-Eugène et régent de Wurtemberg. Dans ce rôle, il succède à Charles-Rodolphe de Wurtemberg-Neuenstadt, qui a démissionné de la régence, en raison de son âge. La Guerre de Succession d'Autriche éclate en 1740 pendant sa régence. En 1742, le Traité de Breslau donne la Silésie à la Prusse. Néanmoins, Charles Frédéric et ses successeurs n'ont pas participé à cette guerre. Au cours de sa régence, l'administration est améliorée de manière significative et de bonnes relations avec les États sont restaurés. Georg Bernhard Bilfinger, Johann Eberhard Georgii et Frédéric-Auguste von Hardenberg sont ministres de son gouvernement.
En 1744, l'Empereur Charles VII déclare Charles Eugène majeur, mettant ainsi fin à la régence de Charles-Frédéric.
Charles Frédéric n'a pas d'enfant. En 1744, il laisse le duché d'Oels à son neveu, Charles-Christian-Erdmann de Wurtemberg-Oels. Il réside ensuite un certain temps à Międzybórz, et déménage à Oels, où il meurt en 1761, à l'âge de 72 ans.